# Sericomyia transversa
Sericomyia transversa är en tvåvingeart som först beskrevs av Osburn 1926.  Sericomyia transversa ingår i släktet torvblomflugor, och familjen blomflugor. Inga underarter finns listade i Catalogue of Life.